# 秦正行
秦正行（Chun Ching Hang，1989年7月16日—），生於香港，香港女子足球運動員，司職中場，在學時先後於港島中學及城市大學畢業 。

## 球員生涯
2018年3月，秦正行加盟澳洲昆士蘭省女子超聯球會卡帕拉巴鬥牛犬。
2018年10月15日，史雲斯女子隊官方宣布秦正行加盟，成為香港首名登陸歐洲的女子足球員。
10月22日，她於作客0–2不敵卡迪夫都會大學的聯賽，在83分鐘後備上陣，成為首位在歐洲聯賽上陣的香港女子球員。
2019年1月27日，秦正行於威爾斯聯賽盃四強賽事中後備上陣，先於60分鐘助攻予Emma Beynon入球，再於4分鐘後掃入加盟後首個入球，助球隊以大勝Rhyl Ladies FC 7比0的佳績晉身決賽。

## 個人榮譽
| 榮譽                    | 次數        | 年度              |
| 本 土 聯 賽             | 本 土 聯 賽 | 本 土 聯 賽       |
| ----------------------- | ----------- | ----------------- |
| 香港女子足球聯賽 冠軍   | 1           | 2017–18           |
| 香港女子聯賽足總盃 冠軍 | 1           | 2016–17(代表龍門) |

## 外部連結
- Chun Ching Hang （页面存档备份，存于）
- Chun Ching Hang